# Навикас, Эгидиюс
Эгидиюс Навикас (род. 8 июня 1971) — литовский дипломат. Посол Литвы в Казахстане (с 2023).

## Биография
Родился 8 июня 1971 года. В 1994 году окончил Литовскую сельскохозяйственную академию. В 1995 году окончил Институт международных отношений и политических наук Вильнюсского университета. В 1996 году окончил Европейский институт высших международных исследований (Ницца).
С 1994 по 1997 год являлся третьим, вторым, первым секретарём МИД Литвы.
С 1997 по 2001 год являлся первым секретарём, заместителем главы миссии посольства Литвы во Франции.
С 2001 по 2004 год являлся директором отдела политики и межинституционного сотрудничества департамента ЕС МИД Литвы.
С 2004 по 2007 год работал в постоянном представительстве Литвы в ЕС (Брюссель).
С 2007 по 2010 год являлся руководителем отдела единой внешней политики и политики в области безопасности ЕС, заместителем политического директора МИД Литвы.
С 2010 по 2011 год являлся советником по отношениям ЕС с Украиной, Молдовой и Беларусью Генерального Секретариата Совета ЕС. С 2011 по 2015 год являлся администратором по отношениям ЕС с Беларусью, Молдовой и Грузией Европейской службы внешних связей (Брюссель).
С 2015 по 2019 год работал в делегации Европейского Союза в Иордании (Амман).
Посол Литвы в Азербайджане (24 сентября 2019 — август 2023). Одновременно являлся послом Литвы в Туркменистане (10 декабря 2019 — август 2023).
Посол Литвы в Казахстане (с 6 октября 2023 года). Одновременно является послом Литвы в Кыргызстане, Таджикистане, Узбекистане.
Владеет литовским, английским, французским, русским, испанским, арабским языками.